# فرانتس کلر
فرانتس کلر (انگلیسی: Franz Keller؛ زادهٔ ۱۹ ژانویهٔ ۱۹۴۵) اسکی‌باز پرش اهل آلمان غربی بود.